# WTA Tour 2000
Die WTA Tour 2000 (offiziell: Sanex WTA Tour 2000) war der 31. Jahrgang der Damentennis-Turnierserie, die von der Women’s Tennis Association ausgetragen wird.
Die Teamwettbewerbe Hopman Cup und Fed Cup sind nicht Bestandteil der WTA Tour. Hier werden sie dennoch aufgeführt, da die Spitzenspielerinnen auch diese Turniere in der Regel spielen.

## Turnierplan
| Kategorie          |
| ------------------ |
| Grand Slam         |
| Tour Championships |
| Tier I             |
| Tier II            |
| Tier III           |
| Tier IVa & IVb     |

| Sonstige          |
| ----------------- |
| Hopman Cup        |
| Fed Cup           |
| Olympische Spiele |

### Erklärungen
Die Zeichenfolge von z. B. 128E/96Q/64D/32Q/32M hat folgende Bedeutung:

128E = 128 Spielerinnen spielen im Einzel

96Q = 96 Spielerinnen spielen die Qualifikation

64D = 64 Paarungen spielen im Doppel

32Q = 32 Paarungen spielen die Qualifikation

32M = 32 Paarungen spielen im Mixed

### Januar
| Datum 1 | Turnier | Sieger(in)                          | Finalgegner(in)                         | Ergebnis      |
| ------- | --- | ----------------------------------- | --------------------------------------- | ------------- |
| 03.01   | Hopman Cup Perth, Australien ITF – 900.000 $ Hartplatz                                                                   | Amanda Coetzer Wayne Ferreira       | Tamarine Tanasugarn Paradorn Srichaphan | 3:0           |
| 03.01   | Thalgo Australian Women’s Hardcourt Championships Gold Coast, Australien Tier III – 170.000 $ Hartplatz – 30E/31Q/16D/8Q | Silvija Talaja                      | Conchita Martínez                       | 6:0, 0:6, 6:4 |
| 03.01   | Thalgo Australian Women’s Hardcourt Championships Gold Coast, Australien Tier III – 170.000 $ Hartplatz – 30E/31Q/16D/8Q | Julie Halard-Decugis Anna Kurnikowa | Sabine Appelmans Rita Grande            | 6:3, 6:0      |
| 03.01   | ASB Bank Classic Auckland, Neuseeland Tier IVb – 110.000 $ Hartplatz – 32E/32Q/16D/8Q                                    | Anne Kremer                         | Cara Black                              | 6:4, 6:4      |
| 03.01   | ASB Bank Classic Auckland, Neuseeland Tier IVb – 110.000 $ Hartplatz – 32E/32Q/16D/8Q                                    | Cara Black Alexandra Fusai          | Barbara Schwartz Patricia Wartusch      | 3:6, 6:3, 6:4 |
| 10.01.  | adidas International Sydney, Australien Tier II – 460.000 $ Hartplatz – 28E/32Q/16D/8Q                                   | Amélie_Mauresmo                     | Lindsay Davenport                       | 7:62, 6:4     |
| 10.01.  | adidas International Sydney, Australien Tier II – 460.000 $ Hartplatz – 28E/32Q/16D/8Q                                   | Julie Halard-Decugis Ai Sugiyama    | Martina Hingis Mary Pierce              | 6:0, 6:3      |
| 10.01.  | ANZ Tasmanian Women’s International Hobart, Australien Tier IVb – 110.000 Hartplatz – 32E/32Q/16D/6Q                     | Kim Clijsters                       | Chanda Rubin                            | 2:6, 6:2, 6:2 |
| 10.01.  | ANZ Tasmanian Women’s International Hobart, Australien Tier IVb – 110.000 Hartplatz – 32E/32Q/16D/6Q                     | Rita Grande Émilie Loit             | Kim Clijsters Alicia Molik              | 6:4, 4:6, 6:4 |
| 17.01.  | Australian Open Melbourne, Australien Grand Slam – 3.544.313 $ Hartplatz – 128E/96Q/64D/32M                              | Lindsay Davenport                   | Martina Hingis                          | 6:1, 7:5      |
| 17.01.  | Australian Open Melbourne, Australien Grand Slam – 3.544.313 $ Hartplatz – 128E/96Q/64D/32M                              | Lisa Raymond Rennae Stubbs          | Martina Hingis Mary Pierce              | 6:4, 5:7, 6:4 |
| 17.01.  | Australian Open Melbourne, Australien Grand Slam – 3.544.313 $ Hartplatz – 128E/96Q/64D/32M                              | Rennae Stubbs Jared Palmer          | Arantxa Sánchez Vicario Todd Woodbridge | 7:5, 7:63     |
| 31.01.  | Toray Pan Pacific Open Tokio, Japan Tier I – 1.080.000 $ Teppich (Halle) – 28E/32Q/16D/8Q                                | Martina Hingis                      | Sandrine Testud                         | 6:3, 7:5      |
| 31.01.  | Toray Pan Pacific Open Tokio, Japan Tier I – 1.080.000 $ Teppich (Halle) – 28E/32Q/16D/8Q                                | Martina Hingis Mary Pierce          | Alexandra Fusai Nathalie Tauziat        | 6:4, 6:1      |

### Februar
| Datum 1 | Turnier | Siegerin                             | Finalgegnerin                       | Ergebnis             |
| ------- | --- | ------------------------------------ | ----------------------------------- | -------------------- |
| 07.02.  | Copa Colsanitas Bogotá, Kolumbien Tier IVa – 140.000 $ Sandplatz- 32E/32Q/16D/8Q                                    | Patricia Wartusch                    | Tathiana Garbin                     | 4:6, 6:1, 6:4        |
| 07.02.  | Copa Colsanitas Bogotá, Kolumbien Tier IVa – 140.000 $ Sandplatz- 32E/32Q/16D/8Q                                    | Laura Montalvo Paola Suárez          | Rita Kuti-Kis Petra Mandula         | 6:4, 6:2             |
| 07.02.  | Open Gaz de France Paris, Frankreich Tier II – 535.000 $ Teppich (Halle) – 28E/32Q/16D/4Q                           | Nathalie Tauziat                     | Serena Williams                     | 7:5, 6:2             |
| 07.02.  | Open Gaz de France Paris, Frankreich Tier II – 535.000 $ Teppich (Halle) – 28E/32Q/16D/4Q                           | Julie Halard-Decugis Sandrine Testud | Åsa Carlsson Émilie Loit            | 3:6, 6:3, 6:4        |
| 14.02.  | Brasil Ladies Open São Paulo, Brasilien Tier IVa – 140.000 $ Sandplatz – 32E/32Q/16D/8Q                             | Rita Kuti-Kis                        | Paola Suárez                        | 4:6, 6:4, 7:5        |
| 14.02.  | Brasil Ladies Open São Paulo, Brasilien Tier IVa – 140.000 $ Sandplatz – 32E/32Q/16D/8Q                             | Laura Montalvo Paola Suárez          | Janette Husárová Florencia Labat    | 5:7, 6:4, 6:3        |
| 14.02.  | Faber Grand Prix Hannover, Deutschland Tier II – 535.000 $ Teppich (Halle) – 28E/32Q/16D/4Q                         | Serena Williams                      | Denisa Chládková                    | 6:1, 6:1             |
| 14.02.  | Faber Grand Prix Hannover, Deutschland Tier II – 535.000 $ Teppich (Halle) – 28E/32Q/16D/4Q                         | Åsa Carlsson Natallja Swerawa        | Silvia Farina Karina Habšudová      | 6:3, 6:4             |
| 21.02.  | IGA Superthrift Tennis Classic Oklahoma, Vereinigte Staaten Tier III – 170.000 $ Hartplatz (Halle) – 30E/32Q/16D/4Q | Monica Seles                         | Nathalie Dechy                      | 6:1, 7:63            |
| 21.02.  | IGA Superthrift Tennis Classic Oklahoma, Vereinigte Staaten Tier III – 170.000 $ Hartplatz (Halle) – 30E/32Q/16D/4Q | Corina Morariu Kimberly Po           | Tamarine Tanasugarn Olena Tatarkowa | 6:4, 4:6, 6:2        |
| 28.03.  | State Farm Women’s Tennis Classic Scottsdale, Vereinigte Staaten Tier II – 535.000 $ Hartplatz – 28E/32Q/16D/8Q     | Martina Hingis vs. Lindsay Davenport |                                     | wegen Regen abgesagt |
| 28.03.  | State Farm Women’s Tennis Classic Scottsdale, Vereinigte Staaten Tier II – 535.000 $ Hartplatz – 28E/32Q/16D/8Q     | wegen Regen abgesagt                 |                                     |                      |

### März
| Datum 1 | Turnier                                                                                                | Siegerin                         | Finalgegnerin                   | Ergebnis      |
| ------- | --- | -------------------------------- | ------------------------------- | ------------- |
| 06.03.  | Tennis Masters Series Indian Wells, Vereinigte Staaten Tier I – 2.000.000 $ Hartplatz – 80E/32Q/32D/8Q | Lindsay Davenport                | Martina Hingis                  | 4:6, 6:4, 6:0 |
| 06.03.  | Tennis Masters Series Indian Wells, Vereinigte Staaten Tier I – 2.000.000 $ Hartplatz – 80E/32Q/32D/8Q | Lindsay Davenport Corina Morariu | Anna Kurnikowa Natallja Swerawa | 6:2, 6:3      |
| 20.03.  | Ericsson Open Miami, Vereinigte Staaten Tier I – 2.525.000 $ Hartplatz – 96E/32Q/48D/4Q                | Martina Hingis                   | Lindsay Davenport               | 6:3, 6:2      |
| 20.03.  | Ericsson Open Miami, Vereinigte Staaten Tier I – 2.525.000 $ Hartplatz – 96E/32Q/48D/4Q                | Julie Halard-Decugis Ai Sugiyama | Nicole Arendt Manon Bollegraf   | 4:6, 7:5, 6:4 |

### April
| Datum 1 | Turnier | Siegerin                                    | Finalgegnerin                          | Ergebnis      |
| ------- | --- | ------------------------------------------- | -------------------------------------- | ------------- |
| 10.04.  | Bausch & Lomb Championships Amelia Island, Vereinigte Staaten Tier II – 535.000 $ Sandplatz – 56E/32Q/28D/8Q | Monica Seles                                | Conchita Martínez                      | 6:3, 6:2      |
| 10.04.  | Bausch & Lomb Championships Amelia Island, Vereinigte Staaten Tier II – 535.000 $ Sandplatz – 56E/32Q/28D/8Q | ab Halbfinale gestrichen                    |                                        |               |
| 10.04.  | Estoril Open Oeiras, Portugal Tier IVa – 140.000 $ Sandplatz – 32E/32Q/16D/5Q                                | Anke Huber                                  | Nathalie Dechy                         | 6:2, 1:6, 7:5 |
| 10.04.  | Estoril Open Oeiras, Portugal Tier IVa – 140.000 $ Sandplatz – 32E/32Q/16D/5Q                                | Tina Križan Katarina Srebotnik              | Amanda Hopmans Cristina Torrens Valero | 6:0, 7:69     |
| 17.04.  | Family Circle Cup Hilton Head Island, Vereinigte Staaten Tier I – 1.080.000 $ Sandplatz – 56E/16Q/28D/2Q     | Mary Pierce                                 | Arantxa Sánchez Vicario                | 6:1, 6:0      |
| 17.04.  | Family Circle Cup Hilton Head Island, Vereinigte Staaten Tier I – 1.080.000 $ Sandplatz – 56E/16Q/28D/2Q     | Virginia Ruano Paola Suárez                 | Conchita Martínez Patricia Tarabini    | 7:5, 6:3      |
| 17.04.  | Westel 900 Budapest Open Budapest, Ungarn Tier IVb – 110.000 $ Sandplatz – 32E/32Q/16D/4Q                    | Tathiana Garbin                             | Kristie Boogert                        | 6:2, 7:64     |
| 17.04.  | Westel 900 Budapest Open Budapest, Ungarn Tier IVb – 110.000 $ Sandplatz – 32E/32Q/16D/4Q                    | Ljubomira Batschewa Cristina Torrens Valero | Jelena Kostanić Sandra Načuk           | 6:0, 6:2      |

### Mai
| Datum 1 | Turnier                                                                                         | Sieger(in)                                | Finalgegner(in)                        | Ergebnis       |
| ------- | ----------------------------------------------------------------------------------------------- | ----------------------------------------- | -------------------------------------- | -------------- |
| 01.05.  | Croatian Bol Ladies Open Bol, Kroatien Tier III – 170.000 $ Sandplatz – 30E/32QSS/16D/5Q        | Tina Pisnik                               | Amélie Mauresmo                        | 7:64, 7:62     |
| 01.05.  | Croatian Bol Ladies Open Bol, Kroatien Tier III – 170.000 $ Sandplatz – 30E/32QSS/16D/5Q        | Julie Halard-Decugis Corina Morariu       | Tina Križan Katarina Srebotnik         | 6:2, 6:2       |
| 01.05.  | Betty Barclay Cup Hamburg, Deutschland Tier II – 535.000 $ Sandplatz – 28E/32Q/16D/4Q           | Martina Hingis                            | Arantxa Sánchez Vicario                | 6:3, 6:3       |
| 01.05.  | Betty Barclay Cup Hamburg, Deutschland Tier II – 535.000 $ Sandplatz – 28E/32Q/16D/4Q           | Anna Kurnikowa Natallja Swerawa           | Nicole Arendt Manon Bollegraf          | 6:75, 6:2, 6:4 |
| 08.05.  | German Open Berlin, Deutschland Tier I – 1.080.000 $ Sandplatz – 56E/32Q/28D/2Q                 | Conchita Martínez                         | Amanda Coetzer                         | 6:1, 6:2       |
| 08.05.  | German Open Berlin, Deutschland Tier I – 1.080.000 $ Sandplatz – 56E/32Q/28D/2Q                 | Conchita Martínez Arantxa Sánchez Vicario | Amanda Coetzer Corina Morariu          | 3:6, 6:2, 7:67 |
| 08.05.  | Warsaw Cup by Heros Warschau, Polen Tier IVb – 110.000 $ Sandplatz – 32E/32Q/16D/3Q             | Henrieta Nagyová                          | Amanda Hopmans                         | 2:6, 6:4, 7:5  |
| 08.05.  | Warsaw Cup by Heros Warschau, Polen Tier IVb – 110.000 $ Sandplatz – 32E/32Q/16D/3Q             | Tathiana Garbin Janette Husárová          | Iroda Toʻlaganova Hanna Saporoschanowa | 6:3, 6:1       |
| 15.05.  | Mexx Sport Benelux Open Antwerpen, Belgien Tier IVa – 140.000 $ Sandplatz – 32E/32Q/16D/4Q      | Amanda Coetzer                            | Cristina Torrens Valero                | 4:6, 6:2, 6:3  |
| 15.05.  | Mexx Sport Benelux Open Antwerpen, Belgien Tier IVa – 140.000 $ Sandplatz – 32E/32Q/16D/4Q      | Sabine Appelmans Kim Clijsters            | Jennifer Hopkins Petra Rampre          | 6:1, 6:1       |
| 15.05.  | Italian Open Rom, Italien Tier I – 1.080.000 $ Sandplatz – 56E/32Q/28D/4Q                       | Monica Seles                              | Amélie Mauresmo                        | 6:2, 7:64      |
| 15.05.  | Italian Open Rom, Italien Tier I – 1.080.000 $ Sandplatz – 56E/32Q/28D/4Q                       | Lisa Raymond Rennae Stubbs                | Arantxa Sánchez Vicario Magüi Serna    | 6:3, 4:6, 6:2  |
| 22.05.  | Internationaux de Strasbourg Straßburg, Frankreich Tier III – 170.000 $ Sandplatz – 30E/27Q/14D | Silvija Talaja                            | Rita Kuti-Kis                          | 7:5, 4:6, 6:3  |
| 22.05.  | Internationaux de Strasbourg Straßburg, Frankreich Tier III – 170.000 $ Sandplatz – 30E/27Q/14D | Sonya Jeyaseelan Florencia Labat          | Kim Grant María Vento                  | 6:4, 6:3       |
| 22.05.  | Open de España Villa de Madrid Madrid, Spanien Tier III – 170.000 $ Sandplatz – 30E/32Q/16D/4Q  | Gala León García                          | Fabiola Zuluaga                        | 4:6, 6:2, 6:2  |
| 22.05.  | Open de España Villa de Madrid Madrid, Spanien Tier III – 170.000 $ Sandplatz – 30E/32Q/16D/4Q  | Lisa Raymond Rennae Stubbs                | Gala León García María Sánchez Lorenzo | 6:1, 6:3       |
| 29.05.  | French Open Paris, Frankreich Grand Slam – 4.141.085 $ Sandplatz – 128E/64Q/64D/48M             | Mary Pierce                               | Conchita Martínez                      | 6:2 7:5        |
| 29.05.  | French Open Paris, Frankreich Grand Slam – 4.141.085 $ Sandplatz – 128E/64Q/64D/48M             | Martina Hingis Mary Pierce                | Virginia Ruano Pascual Paola Suárez    | 6:2, 6:4       |
| 29.05.  | French Open Paris, Frankreich Grand Slam – 4.141.085 $ Sandplatz – 128E/64Q/64D/48M             | Mariaan de Swardt David Adams             | Rennae Stubbs Todd Woodbridge          | 6:3, 3:6, 6:3  |

### Juni
| Datum 1 | Turnier | Sieger(in)                     | Finalgegner(in)                        | Ergebnis          |
| ------- | --- | ------------------------------ | -------------------------------------- | ----------------- |
| 12.06.  | DFS Classic Birmingham, Großbritannien Tier III – 170.000 $ Rasen – 56E/32Q/28D/8Q                            | Lisa Raymond                   | Tamarine Tanasugarn                    | 6:2, 6:77, 6:4    |
| 12.06.  | DFS Classic Birmingham, Großbritannien Tier III – 170.000 $ Rasen – 56E/32Q/28D/8Q                            | Rachel McQuillan Lisa McShea   | Cara Black Irina Seljutina             | 6:3, 7:65         |
| 12.06.  | Tashkent Open Taschkent, Usbekistan Tier IVa – 140.000 $ Hartplatz – 32E/32Q/16D/4Q                           | Iroda Toʻlaganova              | Francesca Schiavone                    | 6:3, 2:6, 6:3     |
| 12.06.  | Tashkent Open Taschkent, Usbekistan Tier IVa – 140.000 $ Hartplatz – 32E/32Q/16D/4Q                           | Li Na Li Ting                  | Iroda Toʻlaganova Hanna Saporoschanowa | 3:6, 6:2, 6:4     |
| 19.06.  | Heineken Trophy ’s-Hertogenbosch, Niederlande Tier III – 170.000 $ Rasen – 30E/16D                            | Martina Hingis                 | Ruxandra Dragomir                      | 6:2, 3:0 Aufgabe  |
| 19.06.  | Heineken Trophy ’s-Hertogenbosch, Niederlande Tier III – 170.000 $ Rasen – 30E/16D                            | Erika de Lone Nicole Pratt     | Catherine Barclay Karina Habšudová     | 7:66, 4:3 Aufgabe |
| 19.06.  | Direct Line International Ladies Tennis Eastbourne, Großbritannien Tier II – 535.000 $ Rasen – 28E/32Q/16D/8Q | Julie Halard-Decugis           | Dominique van Roost                    | 7:64, 6:4         |
| 19.06.  | Direct Line International Ladies Tennis Eastbourne, Großbritannien Tier II – 535.000 $ Rasen – 28E/32Q/16D/8Q | Ai Sugiyama Nathalie Tauziat   | Lisa Raymond Rennae Stubbs             | 2:6, 6:3, 7:63    |
| 26.06.  | Wimbledon Championships London, Großbritannien Grand Slam – 5.235.332 $ Rasen – 128E/98Q/64D/16Q/64M          | Venus Williams                 | Lindsay Davenport                      | 6:3, 7:6          |
| 26.06.  | Wimbledon Championships London, Großbritannien Grand Slam – 5.235.332 $ Rasen – 128E/98Q/64D/16Q/64M          | Serena Williams Venus Williams | Julie Halard-Decugis Ai Sugiyama       | 6:3, 6:2          |
| 26.06.  | Wimbledon Championships London, Großbritannien Grand Slam – 5.235.332 $ Rasen – 128E/98Q/64D/16Q/64M          | Kimberly Po Donald Johnson     | Kim Clijsters Lleyton Hewitt           | 6:4, 7:63         |

### Juli
| Datum 1 | Turnier | Siegerin                            | Finalgegnerin                    | Ergebnis       |
| ------- | --- | ----------------------------------- | -------------------------------- | -------------- |
| 10.07.  | Internazionali Remmanili de Tennis di Palermo Palermo, Italien Tier IVb – 110.000 $ Sandplatz – 32E/32Q/16D/6Q | Henrieta Nagyová                    | Pavlina Nola                     | 6:3, 7:5       |
| 10.07.  | Internazionali Remmanili de Tennis di Palermo Palermo, Italien Tier IVb – 110.000 $ Sandplatz – 32E/32Q/16D/6Q | Silvia Farina Rita Grande           | Ruxandra Dragomir Virginia Ruano | 6:4, 0:6, 7:66 |
| 10.07.  | Uniqa Grand Prix Klagenfurt, Österreich Tier III – 170.000 $ Sandplatz – 30E/32Q/16D/4Q                        | Barbara Schett                      | Patty Schnyder                   | 5:7, 6:4, 6:4  |
| 10.07.  | Uniqa Grand Prix Klagenfurt, Österreich Tier III – 170.000 $ Sandplatz – 30E/32Q/16D/4Q                        | Laura Montalvo Paola Suárez         | Barbara Schett Patty Schnyder    | 7:65, 6:1      |
| 17.07.  | Idea Prokom Open Sopot, Polen Tier III – 170.000 $ Sandplatz- 32E/32Q/16D/7Q                                   | Anke Huber                          | Gala León García                 | 7:64, 6:3      |
| 17.07.  | Idea Prokom Open Sopot, Polen Tier III – 170.000 $ Sandplatz- 32E/32Q/16D/7Q                                   | Virginia Ruano Pascual Paola Suárez | Åsa Carlsson Rita Grande         | 7:5, 6:1       |
| 17.07.  | Sanex Trophy Knokke-Heist, Belgien Tier IVb – 110.000 $ Sandplatz – 32E/32Q/16D/4Q                             | Anna Smaschnowa                     | Dominique van Roost              | 6:2, 7:5       |
| 17.07.  | Sanex Trophy Knokke-Heist, Belgien Tier IVb – 110.000 $ Sandplatz – 32E/32Q/16D/4Q                             | Giulia Casoni Iroda Toʻlaganova     | Catherine Barclay Eva Dyrberg    | 2:6, 6:4, 6:4  |
| 24.07.  | Bank of the West Classic Stanford, Vereinigte Staaten Tier II – 535.000 $ Hartplatz – 28E/27Q/16D/4Q           | Venus Williams                      | Lindsay Davenport                | 6:1, 6:4       |
| 24.07.  | Bank of the West Classic Stanford, Vereinigte Staaten Tier II – 535.000 $ Hartplatz – 28E/27Q/16D/4Q           | Chanda Rubin Sandrine Testud        | Cara Black Amy Frazier           | 6:4, 6:4       |
| 31.07.  | Acura Classic San Diego, Vereinigte Staaten Tier II – 535.000 $ Hartplatz – 28E/32Q/16D/6Q                     | Venus Williams                      | Monica Seles                     | 6:0, 6:73, 6:3 |
| 31.07.  | Acura Classic San Diego, Vereinigte Staaten Tier II – 535.000 $ Hartplatz – 28E/32Q/16D/6Q                     | Lisa Raymond Rennae Stubbs          | Lindsay Davenport Anna Kurnikowa | 4:6, 6:3, 7:6  |

### August
| Datum 1 | Turnier                                                                                               | Sieger(in)                           | Finalgegner(in)                     | Ergebnis              |
| ------- | --- | ------------------------------------ | ----------------------------------- | --------------------- |
| 07.08.  | estyle.com Classic Manhattan Beach, Vereinigte Staaten Tier II – 535.000 $ Hartplatz – 28E/32Q/16D/4Q | Serena Williams                      | Lindsay Davenport                   | 4:6, 6:4, 7:61        |
| 07.08.  | estyle.com Classic Manhattan Beach, Vereinigte Staaten Tier II – 535.000 $ Hartplatz – 28E/32Q/16D/4Q | Els Callens Dominique van Roost      | Kimberly Po Anne-Gaëlle Sidot       | 6:2, 7:5              |
| 14.08.  | duMaurier Open Montreal, Kanada Tier I – 1.080.000 $ Hartplatz – 56E/32Q/28D/8Q                       | Martina Hingis                       | Serena Williams                     | 0:6, 6:3, 3:0 Aufgabe |
| 14.08.  | duMaurier Open Montreal, Kanada Tier I – 1.080.000 $ Hartplatz – 56E/32Q/28D/8Q                       | Martina Hingis Nathalie Tauziat      | Julie Halard-Decugis Ai Sugiyama    | 6:3, 3:6, 6:4         |
| 21.08.  | Pilot Pen Tennis New Haven, Vereinigte Staaten Tier II – 535.000 $ Hartplatz – 28E/48Q/16D/8Q         | Venus Williams                       | Monica Seles                        | 6:2, 6:4              |
| 21.08.  | Pilot Pen Tennis New Haven, Vereinigte Staaten Tier II – 535.000 $ Hartplatz – 28E/48Q/16D/8Q         | Julie Halard-Decugis Ai Sugiyama     | Virginia Ruano Pascual Paola Suárez | 6:4, 5:7, 6:2         |
| 28.08.  | US Open New York, Vereinigte Staaten Grand Slam – 4.385.000 $ Hartplatz – 128E/128Q/64D/16Q/32M       | Venus Williams                       | Lindsay Davenport                   | 6:4, 7:5              |
| 28.08.  | US Open New York, Vereinigte Staaten Grand Slam – 4.385.000 $ Hartplatz – 128E/128Q/64D/16Q/32M       | Julie Halard-Decugis Ai Sugiyama     | Cara Black Jelena Lichowzewa        | 6:0, 1:6, 6:1         |
| 28.08.  | US Open New York, Vereinigte Staaten Grand Slam – 4.385.000 $ Hartplatz – 128E/128Q/64D/16Q/32M       | Arantxa Sánchez Vicario Jared Palmer | Anna Kurnikowa Maks Mirny           | 6:4, 6:3              |

### September
| Datum 1 | Turnier                                                                                         | Siegerin                         | Finalgegnerin                               | Ergebnis      |
| ------- | ----------------------------------------------------------------------------------------------- | -------------------------------- | ------------------------------------------- | ------------- |
| 18.09.  | Olympische Sommerspiele Sydney, Australien Olympische Spiele Hartplatz – 64E/31D                | Venus Williams                   | Jelena Dementjewa                           | 6:2, 6:4      |
| 18.09.  | Olympische Sommerspiele Sydney, Australien Olympische Spiele Hartplatz – 64E/31D                | Monica Seles                     | Jelena Dokić                                | 6:1, 6:4      |
| 18.09.  | Olympische Sommerspiele Sydney, Australien Olympische Spiele Hartplatz – 64E/31D                | Serena Williams Venus Williams   | Kristie Boogert Miriam Oremans              | 6:1, 6:1      |
| 18.09.  | Olympische Sommerspiele Sydney, Australien Olympische Spiele Hartplatz – 64E/31D                | Els Callens Dominique van Roost  | Wolha Barabanschtschykawa Natallja Swerawa  | 4:6, 6:4, 6:1 |
| 25.09.  | Seat Open Luxembourg Luxemburg, Luxemburg Tier III – 170.000 $ Teppich (Halle) – 30E/32Q/16D/4Q | Jennifer Capriati                | Magdalena Maleewa                           | 4:6, 6:1, 6:4 |
| 25.09.  | Seat Open Luxembourg Luxemburg, Luxemburg Tier III – 170.000 $ Teppich (Halle) – 30E/32Q/16D/4Q | Alexandra Fusai Nathalie Tauziat | Ljubomira Batschewa Cristina Torrens Valero | 6:3, 7:60     |

### Oktober
| Datum 1 | Turnier                                                                                            | Siegerin                                  | Finalgegnerin                          | Ergebnis       |
| ------- | -------------------------------------------------------------------------------------------------- | ----------------------------------------- | -------------------------------------- | -------------- |
| 02.10.  | Toyota Princess Cup Tokio, Japan Tier II – 535.000 $ Hartplatz – 28E/32Q/16D/8Q                    | Serena Williams                           | Julie Halard-Decugis                   | 7:5, 6:1       |
| 02.10.  | Toyota Princess Cup Tokio, Japan Tier II – 535.000 $ Hartplatz – 28E/32Q/16D/8Q                    | Julie Halard-Decugis Ai Sugiyama          | Nana Miyagi Paola Suárez               | 6:0, 6:2       |
| 02.10.  | Porsche Grand Prix Filderstadt, Deutschland Tier II – 535.000 $ Hartplatz – 28E/32Q/16D/4Q         | Martina Hingis                            | Kim Clijsters                          | 6:0, 6:3       |
| 02.10.  | Porsche Grand Prix Filderstadt, Deutschland Tier II – 535.000 $ Hartplatz – 28E/32Q/16D/4Q         | Martina Hingis Anna Kurnikowa             | Arantxa Sánchez Vicario Barbara Schett | 6:4, 6:2       |
| 09.10.  | Swisscom Challenge Zürich, Schweiz Tier I – 1.080.000 $ Hartplatz (Halle) – 28E/32Q/16D/4Q         | Martina Hingis                            | Lindsay Davenport                      | 6:4, 4:6, 7:5  |
| 09.10.  | Swisscom Challenge Zürich, Schweiz Tier I – 1.080.000 $ Hartplatz (Halle) – 28E/32Q/16D/4Q         | Martina Hingis Anna Kurnikowa             | Kimberly Po Anne-Gaëlle Sidot          | 6:3, 6:4       |
| 09.10.  | Japan Open Tennis Tokio, Japan Tier III – 170.000 $ Hartplatz – 30E/32Q/16D/8Q                     | Julie Halard-Decugis                      | Amy Frazier                            | 5:7, 7:5, 6:4  |
| 09.10.  | Japan Open Tennis Tokio, Japan Tier III – 170.000 $ Hartplatz – 30E/32Q/16D/8Q                     | Julie Halard-Decugis Corina Morariu       | Tina Križan Katarina Srebotnik         | 6:1, 6:2       |
| 16..10. | Heineken Open Schanghai, China Tier IVa – 140.000 $ Hartplatz – 32E/26Q/16D/7Q                     | Meghann Shaughnessy                       | Iroda Toʻlaganova                      | 7:62, 7:5      |
| 16..10. | Heineken Open Schanghai, China Tier IVa – 140.000 $ Hartplatz – 32E/26Q/16D/7Q                     | Lilia Osterloh Tamarine Tanasugarn        | Rita Grande Meghann Shaughnessy        | 7:5, 6:1       |
| 16..10. | Generali Open Linz, Österreich Tier II – 535.000 $ Teppich (Halle) – 28E/32Q/16D/2Q                | Lindsay Davenport                         | Venus Williams                         | 6:4, 3:6, 6:2  |
| 16..10. | Generali Open Linz, Österreich Tier II – 535.000 $ Teppich (Halle) – 28E/32Q/16D/2Q                | Amélie_Mauresmo Chanda Rubin              | Ai Sugiyama Nathalie Tauziat           | 6:4, 6:4       |
| 23.10.  | EuroTel Slovak Indoor Bratislava, Slowakei Tier IVb – 110.000 $ Hartplatz (Halle) – 32E/32Q/16D/4Q | Dája Bedáňová                             | Miriam Oremans                         | 6:1, 5:7, 6:3  |
| 23.10.  | EuroTel Slovak Indoor Bratislava, Slowakei Tier IVb – 110.000 $ Hartplatz (Halle) – 32E/32Q/16D/4Q | Karina Habšudová Daniela Hantuchová       | Petra Mandula Patricia Wartusch        | kampflos       |
| 23.10.  | Kremlin Cup Moskau, Russland Tier I – 1.080.000 $ Teppich (Halle) – 28E/32Q/16D/4Q                 | Martina Hingis                            | Anna Kurnikowa                         | 6:3, 6:1       |
| 23.10.  | Kremlin Cup Moskau, Russland Tier I – 1.080.000 $ Teppich (Halle) – 28E/32Q/16D/4Q                 | Julie Halard-Decugis Ai Sugiyama          | Martina Hingis Anna Kurnikowa          | 4:6, 6:4, 7:65 |
| 30.10.  | Challenge Bell Québec, Kanada Tier III – 170.000 $ Teppich (Halle) – 30E/30Q/16D/4Q                | Chanda Rubin                              | Jennifer Capriati                      | 6:4, 6:2       |
| 30.10.  | Challenge Bell Québec, Kanada Tier III – 170.000 $ Teppich (Halle) – 30E/30Q/16D/4Q                | Nicole Pratt Meghann Shaughnessy          | Els Callens Kimberly Po                | 6:3, 6:4       |
| 30.10.  | Sparkassen Cup Leipzig, Deutschland Tier II – 535.000 $ Teppich (Halle) – 28E/32Q/16Q/4Q           | Kim Clijsters                             | Jelena Lichowzewa                      | 7:66, 4:6, 6:4 |
| 30.10.  | Sparkassen Cup Leipzig, Deutschland Tier II – 535.000 $ Teppich (Halle) – 28E/32Q/16Q/4Q           | Arantxa Sánchez Vicario Anne-Gaëlle Sidot | Kim Clijsters Laurence Courtois        | 6:76, 7:5, 6:3 |

### November
| Datum 1 | Turnier | Siegerin                         | Finalgegnerin                  | Ergebnis       |
| ------- | --- | -------------------------------- | ------------------------------ | -------------- |
| 06.11.  | Advanta Championships Philadelphia, Vereinigte Staaten Tier II – 535.000 $ Teppich (Halle) – 28E/27Q/16D/4Q | Lindsay Davenport                | Martina Hingis                 | 7:67, 6:4      |
| 06.11.  | Advanta Championships Philadelphia, Vereinigte Staaten Tier II – 535.000 $ Teppich (Halle) – 28E/27Q/16D/4Q | Martina Hingis Anna Kurnikowa    | Lisa Raymond Rennae Stubbs     | 6:2, 7:5       |
| 06.11.  | Wismilak International Kuala Lumpur, Malaysia Tier III – 170.000 $ Hartplatz – 30E/31Q/16D/7Q               | Henrieta Nagyová                 | Iva Majoli                     | 6:4, 6:2       |
| 06.11.  | Wismilak International Kuala Lumpur, Malaysia Tier III – 170.000 $ Hartplatz – 30E/31Q/16D/7Q               | Henrieta Nagyová Sylvia Plischke | Liezel Huber Vanessa Webb      | 6:4, 7:64      |
| 13.11.  | Volvo Women’s Open Pattaya, Thailand Tier IVb – 110.000 $ Hartplatz – 32E/32Q/16D/8Q                        | Anne Kremer                      | Tatjana Panowa                 | 6:1, 6:4       |
| 13.11.  | Volvo Women’s Open Pattaya, Thailand Tier IVb – 110.000 $ Hartplatz – 32E/32Q/16D/8Q                        | Yayuk Basuki Caroline Vis        | Tina Križan Katarina Srebotnik | 6:3, 6:3       |
| 13.11.  | Chase Championships New York, Vereinigte Staaten Masters – 2.000.000 $ Teppich (Halle) – 16E/8D             | Martina Hingis                   | Monica Seles                   | 6:75, 6:4, 6:4 |
| 13.11.  | Chase Championships New York, Vereinigte Staaten Masters – 2.000.000 $ Teppich (Halle) – 16E/8D             | Martina Hingis Anna Kurnikowa    | Nicole Arendt Manon Bollegraf  | 6:2, 6:3       |
| 20.11.  | Fed Cup, Finale Las Vegas, Vereinigte Staaten, Teppich                                                      | Vereinigte Staaten               | Spanien                        | 5:0            |